# 小川義男 (住友軽金属工業)
小川 義男（おがわ よしお、1913年9月8日 - 2011年11月10日）は、日本の実業家。元住友軽金属工業（現・UACJ）社長・会長、名誉相談役、住軽アルミニウム工業社長、日本アルミニウム連盟会長。

## 来歴
北海道小樽市出身。1937年に東京帝国大学法学部を卒業し、住友金属工業に入社。企画課長、商務部長、東京支社長などを経て、1961年取締役、1962年支配人、1964年常務、1967年専務、1971年副社長。日向方斎社長の有力な後継者候補と言われたが、1974年に経営危機に陥っていた住友軽金属工業社長に転出。同社の再建に尽くした。1977年に住軽アルミニウム工業社長を兼任。1980年に住友軽金属工業会長となり、1986年に相談役となった。この間、日本アルミニウム連盟会長なども務めた。